# Ercheia enganica
Ercheia enganica là một loài bướm đêm trong họ Noctuidae.